# Thomas Stewart (ciclista)
Thomas "Tom" Stewart (Doncaster, 3 de gener de 1992) és un ciclista anglès, professional des del 2013 i actualment a l'equip ONE Pro Cycling.

## Palmarès
- 2016
  - 1r al Velothon Wales
  - 1r al Lincoln Grand Prix
- 2017
  - Vencedor d'una etapa a la Szlakiem walk Major Hubal
- 2018
  - 1r al Tour de Normandia